# Приказ Великого княжества Литовского
Приказ Великого княжества Литовского или Литовский приказ — временный орган центрального управления, существовавший с декабря 1656 по март 1666 года. Он управлял территориями, занятыми русскими войсками в ходе войны с Речью Посполитой 1654—1667 годов.

## История
Во время русско-польской войны в ходе походов 1654 и 1655 годов были заняты значительные части Великого княжества Литовского: с городами Смоленск, Витебск, Минск, Могилёв, Вильно, Ковно, Гродно и другими. Первоначально общее управление отсутствовало городами и прилегающей местностью управляли русские воеводы. Послания воеводы получали прямо от царя и находившихся при нём приказов. В виду того, что Алексей Михайлович с частью приказов находился с войском и регулярно переезжал, а большая часть приказов находилась в Москве и им также нужно было отправлять отчёты и затрудняло обратную коммуникацию. Постепенно управление краем стало сосредотачиваться в руках разрядного приказа. В 1656 году в русско-польской войне боевые действия оказались приостановлены, начались переговоры о мире. Считалось, что Великое княжество Литовское уже окончательно присоединено русским царём. После присоединения Сибирского и Казанского ханств были созданы отдельные приказы. Такой же приказ был создан для управления землями Великого княжества Литовского.
В функции приказа входили «руководство воеводами занятых городов, служба, верстание поместным и денежным окладом, землевладение шляхты, ее дворянские права, отношения с крестьянством, в том числе и для шляхтичей, переселившихся в другие регионы России; сбор налогов, повинности городского населения».
В 1661 году приказ рассматривал челобитную полоцкой шляхты о подтверждении её прав и о защите их от притеснений российской рати. В 1663 году челобитную смоленской шляхты о прежних владениях и новых.
Приказ рассматривал оброками, оказывал покровительство православному духовенству, занимался правосудием. Создание приказа Великого княжества Литовского сократило но не отменило вовсе юрисдикцию иных приказов на территории Великого княжества Литовского. Свои распоряжения направляли приказ тайных дел, разрядный приказ, пушкарский приказ, иноземский приказ, стрелецкий приказ, приказ Большого дворца, конюшенный и другие.
После возобновления русско-польской войны территория Великого княжества Литовского, занятая русскими войсками, а значит и территория подведомственная приказу сокращались. Зимой 1666 года умер глава Литовского приказа боярин С. Л. Стрешнев, а в марте приказ был упразднён. Указом от 10 декабря 1666 года оставшиеся в подчинению Литовскому приказу территории были переданы Посольскому приказу, где возник Смоленский стол. В 1667 года было подписано Андрусовское перемирие закрепившего Смоленск за Россией. Смоленский стол позже был преобразован в отдельный приказ.

## Руководители
- 5 июля 1657 года— декабрь 1666 года — боярин Семён Лукьянович Стрешнев[к 1];
- дьяки: Иван Амирев (до 31 августа 1658); Дементий Башмаков (30 июня 1658); Богдан Силин (с 29 октября 1658); Томило Истомин (13 октября 1661); Александр Анисимов (с 25 апреля 1662).

## Комментарии
1. ↑  Одних авторы именуют его  Семёном в другие Степаном. Авторы «Приказы Московского государства XVI-XVII вв.»именовали Семёном